# Битка при Кошрел
Битката при Кошрел е битка по време на Стогодишната война, състояла се на 16 май 1364 година при Кошрел в Нормандия.
В нея участват 5 – 6 хилядна армия на Кралство Навара, подкрепяно от Англия (която формално по това време не участва във войната), водени от Жан дьо Грайи, и между 1500 и 3000 войници на Франция, командвани от Бертран дю Геклен. Дьо Грайи се придвижва от нормандските владения на крал Шарл II Наварски към Париж, за да попречи на коронацията на новия френски крал Шарл V, която по традиция трябва да се извърши в Реймс, докато Дю Геклен се опитва да попречи на блокадата. Наварската армия се укрепява на възвишение при Кошрел, разчитайки на участващите в нея английски стрелци. Дю Геклен в продължение на часове не се решава да атакува пряко наварските позиции, а след това започва привидно отстъпление. Наварците го атакуват и нарушават строя си, което дава възможност на французите да влязат в близък бой, ограничавайки заплахата от английските стрелци. В последвалия сблъсък наварците губят няколко от военачалниците си, а самият Жан дьо Грайи е пленен.
Тежкото поражение при Кошрел принуждава наварския крал да излезе от войната. Няколко месеца по-късно той се отказва от претенциите си към френския трон, след което разменя с Шарл V част от нормандските си владения срещу Монпелие.